# 紀和站
紀和站（日语：／ Kiwa eki */?）是位於和歌山縣和歌山市中之島，屬於西日本旅客鐵道（JR西日本）的紀勢本線車站。此站當初的站名為「和歌山站」，是和歌山市的代表車站和主要車站，但此地位已轉移至和歌山市站與和歌山站（前稱東和歌山站）。

## 歷史

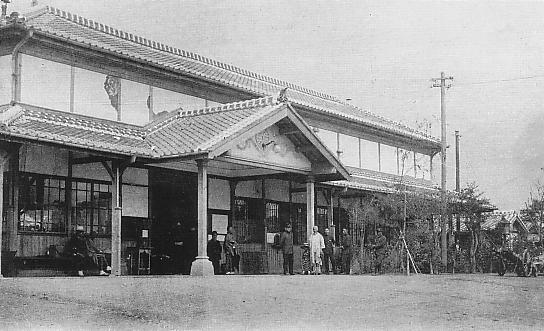
明治至大正時代的和歌山站(現時為紀和站)

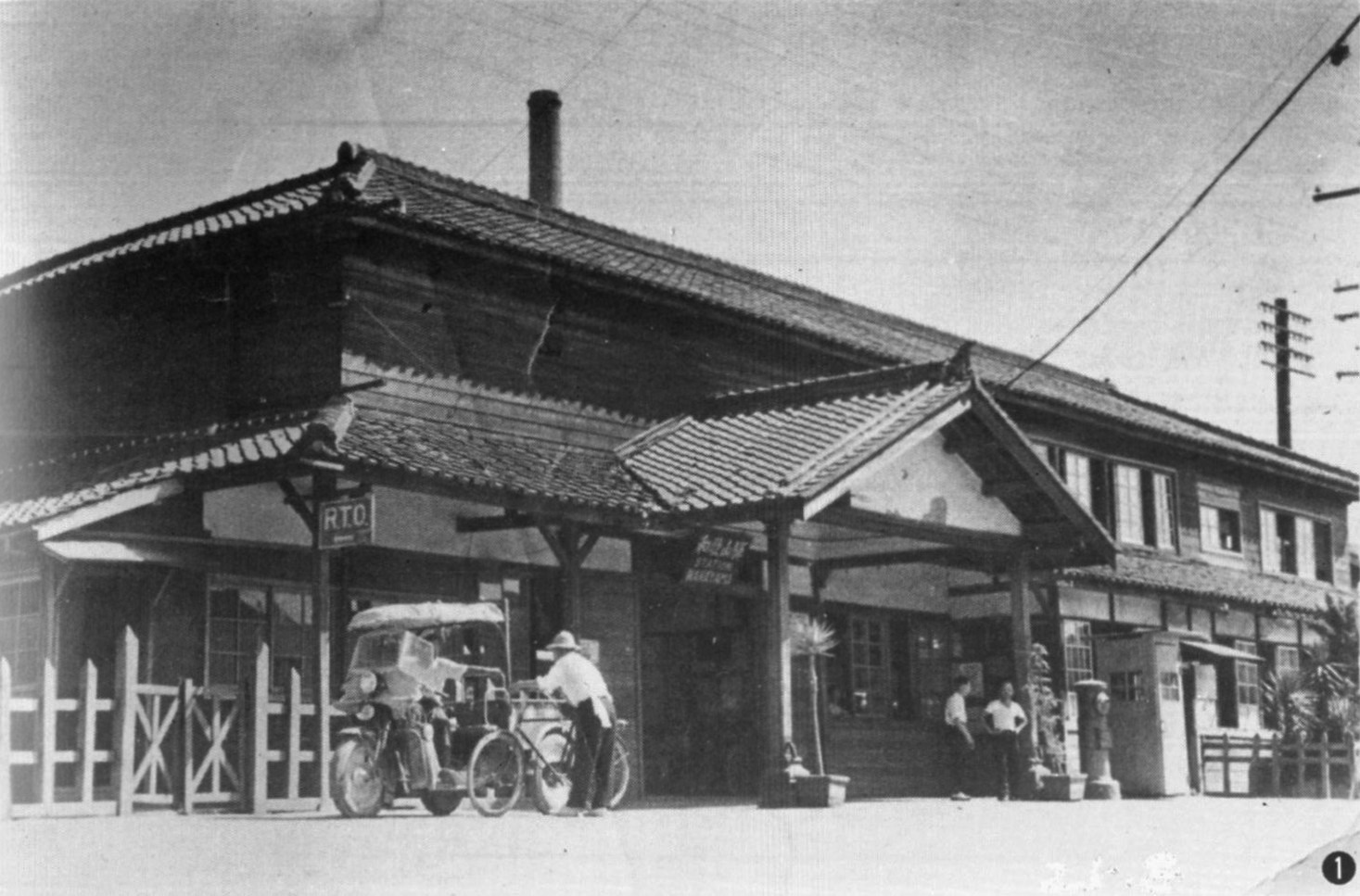
在同盟軍鐵道輸送事務所的和歌山站(現時為紀和站)(1946年)

1898年（明治31年），紀和鐵道此站至船戶臨時站之間開通，此站啟用，當時名為和歌山站。車站位於和歌山城下東北方，現時為紀勢本線的中途車站。在開業當初為和歌山市的玄關口，在最鼎盛時期，車站內設有和歌山機關庫，以及大型東客車留置線，該留置線盡頭為阪和線路堤下（紀伊中之島站月台前，現時為JR社宅用地）。但是在車站啟用5年後，於1903年（明治36年）3月，連接大阪市的南海鐵道（現時為南海本線）從和歌山北口站向南伸延，同時紀和鐵道從此站向西伸延。共設立和歌山市站，此站的重要性開始下降。
在1904年（明治37年）8月，紀和鐵道被關西鐵道收購。隨後在1907年（明治40年）10月，關西鐵道國有化，和歌山駅成為國鐵車站。當時國鐵也預計把南海鐵道國有化，並在國有化後把和歌山市站的功能轉移至此站，而建設中的紀勢西線和阪和電氣鐵道也在在此加站，計劃成為「和歌山大停留場構思」。但是由於南海的收購行動失敗而告終，再者，建設大型終點站需要龐大費用，該費用應該用於建設紀勢西線，使計劃中止。
在1924年（大正13年）2月28日，紀勢西線此站至箕島站之間開通，成為和歌山線與紀勢西線的分支車站。但是，國鐵重視紀勢西線的直通運行班次，使與阪和電氣鐵道選擇東和歌山站（現時為和歌山站）為了轉乘站，而不是此站。在1930年（昭和5年）6月16日，阪和東和歌山站啟用，此站的重要性再繼續降低。隨後阪和電気鐵道變為南海鐵道山手線，最後在1944年（昭和19年）11月國有化。此站被取代了大阪至南紀之間的路線，國鐵的和歌山終點站由此站完全遷移至東和歌山站。
在第二次世界大戰後，此站作為和歌山的中心車站的地位完全消失，此站名轉讓給東和歌山站。在1968年（昭和43年）2月1日，車站改名為紀和站（在同年3月1日，東和歌山站改名為和歌山站）。
1961年（昭和36年）7月1日，和歌山線田井之瀨站與東和歌山站之間的連接線開通。當初只為貨物支線，後來開始提供旅客列車使用。在1972年（昭和47年）3月15日，成為了和歌山線的主要路線。另一方面，本來田井之瀨站至此站之間的路線成為支線。在1974年（昭和49年）10月正式廢止。此站成為了紀勢本線的中途車站。
1978年（昭和53年），紀勢本線新宮站至和歌山站之間先行電氣化，而和歌山站至和歌山市站還是非電氣化，前往箕島方向的直通列車大幅減班。
1985年（昭和60年），此站的列車交會設備撤走並成為無人車站。在未進行高架化工程前，舊車站大樓為木造牆身為砂漿塗料的大型建築物，直至拆卸前，由於車站為無人車站的影響，該車站大樓已經荒廃。舊車站大樓在建物財產標中寫了「大正9年3月」，車站大樓外觀上一直沒有太大變化。

### 年表
- 1898年（明治31年）5月4日 - 紀和鐵道船戶臨時站至此站之間開通，此站啟用，當時為終點站並名為和歌山站[1]。
- 1903年（明治36年）3月21日 - 紀和鐵道此站至和歌山市站之間開業，成為中途站[1]。
- 1904年（明治37年）8月27日 - 紀和鐵道被關西鐵道收購[1]。
- 1907年（明治40年）10月1日 - 根據鐵道國有法（日语：鉄道国有法），關西鐵道被國有化，成為帝國鐵道廳的車站[1]。
- 1909年（明治42年）10月12日 - 制定路線名稱。成為和歌山線車站[1]。
- 1924年（大正13年）2月28日 - 紀勢西線此站經東和歌山站（現時為和歌山站）至箕島站之間開業，成為分支車站[5]。
- 1945年（昭和20年）9月24日 - 設置RTO（同盟軍鐵道輸送事務所）[6]。
- 1959年（昭和34年）7月15日 - 三木里站至新鹿站之間開通，同時路線由紀勢西線改名為紀勢本線，此站成為了國鐵紀勢本線和和歌山線的車站[5]。
- 1961年（昭和36年）7月1日 - 國鐵和歌山線的貨物支線，田井之瀨站至東和歌山站之間開通[1]。
- 1968年（昭和43年）2月1日 - 此站改名為紀和駅，東和歌山站在一個月後改名為和歌山站[1]。
- 1972年（昭和47年）3月15日 - 國鐵和歌山線的貨物支線，田井之瀨站至和歌山站之間開始旅客運送[1]。和歌山線的定期旅客列車開始直通至和歌山站，同時和歌山線在此站至和歌山市站之間編入至紀勢本線[1]。
- 1974年（昭和49年）10月1日 - 和歌山線的支線，田井之瀨站經紀伊中之島站至此站之間廢止[1]。
- 1980年（昭和55年）4月1日 - 開設紀和站的行李中心（在1986年廢止）。
- 1984年（昭和59年）10月1日 - 和歌山站至和歌山市站之間電氣化。
- 1985年（昭和60年）3月14日 - 隨著急行「紀國」廢止，在此站的優等列車消滅。並成為無人車站[7]。
- 1987年（昭和62年）4月1日 - 伴隨國鐵分割民營化，國鐵車站由西日本旅客鐵道（JR西日本）營運[5]。
- 2006年（平成18年）2月10日 - 隨著車站高架化工程開始，開設臨時月台。
- 2008年（平成20年）10月4日 - 高架化工程完成，成為高架車站[8][9]。
- 2017年（平成29年）7月15日 - 車站可以使用「ICOCA」IC卡[10][11]。

### 鐵道唱歌
在1900年（明治33年），由大和田建樹作詞的鐵道唱歌第5集（關西、參宮、南海篇）中，第49,50番的歌詞出現了此站。
(49番)親のめぐみの粉河より 叉乗る汽車は紀和の線舟戸田井ノ瀬うちすぎて 和歌山みえし嬉しさよ 
(50番)紀ノ川口の和歌山は 南海一の都会にて宮は日前国懸 旅の心の名草山

## 車站構造
此站是由和歌山站管理的無人車站。所有停站列車為一人控制，所有車門都會打開（駕駛員不會收集車票）。此站曾設有1面1線的單式月台和1面2線的島式月台，共設有2面3線的混合式月台。在1985年（昭和60年）3月，島式月台廢止，剩下1面1線的單式月台（停留所）。隨後因車站周邊進行交通立體化工程，本站在2008年10月高架化，並新設升降機。2017年7月15日，ICOCA等IC卡可於此站使用。

## 使用狀況
本站位於城市內，但是列車班次上每時間上下行各只有1至2班列車，加上較遠離市中心區域，因此使用量較少。
以下列出近年1日平均乘車人次。
| 年度   | 一日平均 乘車人次 |
| ------ | ----------------- |
| 1998年 | 108               |
| 1999年 | 86                |
| 2000年 | 79                |
| 2001年 | 71                |
| 2002年 | 59                |
| 2003年 | 64                |
| 2004年 | 66                |
| 2005年 | 71                |
| 2006年 | 70                |
| 2007年 | 64                |
| 2008年 | 67                |
| 2009年 | 71                |
| 2010年 | 67                |
| 2011年 | 73                |
| 2012年 | 65                |
| 2013年 | 102               |
| 2014年 | 95                |
| 2015年 | 108               |
| 2016年 | 108               |
| 2017年 | 121               |

## 車站周邊
- 國道24號
- 紀之國大橋（日语：紀の国大橋）
- Burakuricho商店街（日语：ぶらくり丁商店街）
- 和歌山市立中之島小學
- 紀和站前公園

## 相鄰車站
西日本旅客鐵道
■紀勢本線
和歌山－紀和－和歌山市

### 曾經存在的路線
日本國有鐵道
和歌山線（舊線）
紀伊中之島－紀和

## 注腳
1. 1 2 3 4 5 6 7 8 9 10 11 12 13 14  曾根悟（監修）. 朝日新聞出版分冊百科編集部（編集） , 编. . 朝日百科週刊. 42號 阪和線、和歌山線、櫻井線、湖西線、關西機場線. 朝日新聞出版. 2010-05-16: 20–21.
2. 1 2  竹田辰男. . 鐵道資料保存會. 1989: 15. ISBN 978-4885400612.
3. ↑  在1972年3月15日的時間表修正中，和歌山線的定期旅客列車會直通至和歌山站，沒有和歌山線的定期旅客列車駛進此站。
4. ↑  .   [2020-03-08]. （原始内容存档于2012-06-11）.
5. 1 2 3  曾根悟（監修）. 朝日新聞出版分冊百科編集部（編集） , 编. . 朝日百科週刊. 25號 紀勢本線、參宮線、名松線. 朝日新聞出版. 2010-01-10: 18–21.
6. ↑  「天王寺鐵道管理局三十年寫真史」 P177
7. ↑  日本國有鐵道公示S60.3.12公181
8. 1 2  JR紀勢線紀和駅付近高架化工事に伴う高架使用開始についてPDF（市長會見記者） - 和歌山市（2008年8月19日，2011年5月3日參閲）
9. 1 2  JR紀和駅の高架線の使用が始まる 渋滞緩和などに効果 （页面存档备份，存于） - 和歌山新報（2008年10月5日，2011年5月3日參閲）
10. ↑  .   [2020-03-08]. （原始内容存档于2019-04-04）.
11. ↑  .   [2020-03-08]. （原始内容存档于2019-01-19）.
12. ↑  『和歌山縣統計年鑑』及『和歌山縣公共交通機關等資料集』
13. ↑  平成29年度和歌山縣公共交通機關等資料集PDF

## 外部連結
- 紀和｜車站資訊：JR出門網 - 西日本旅客鐵道